# 66-й Нью-Йоркский пехотный полк
66-й Нью-Йоркский пехотный полк (66th New York Volunteer Infantry Regiment), известный также как «Governor’s Guard» — представлял собой один из пехотных полков армии Союза во время Гражданской войны в США. Полк был сформирован в ноябре 1861 года и прошёл все сражения Потомакской армии на Востоке от сражения при Свен-Пайнс до сражения при Аппоматтоксе.

## Формирование
66-й Нью-Йоркский полк был сформирован в городе Нью-Йорк на основе 6-го полка нью-йоркского ополчения. 4 ноября он был принял на службы в армию СГША сроком на 3 года. Его первым командиром стал полковник Джозей Пинкни, подполковником Джеймс Булл и майором Орландо Моррис.

## Боевой путь

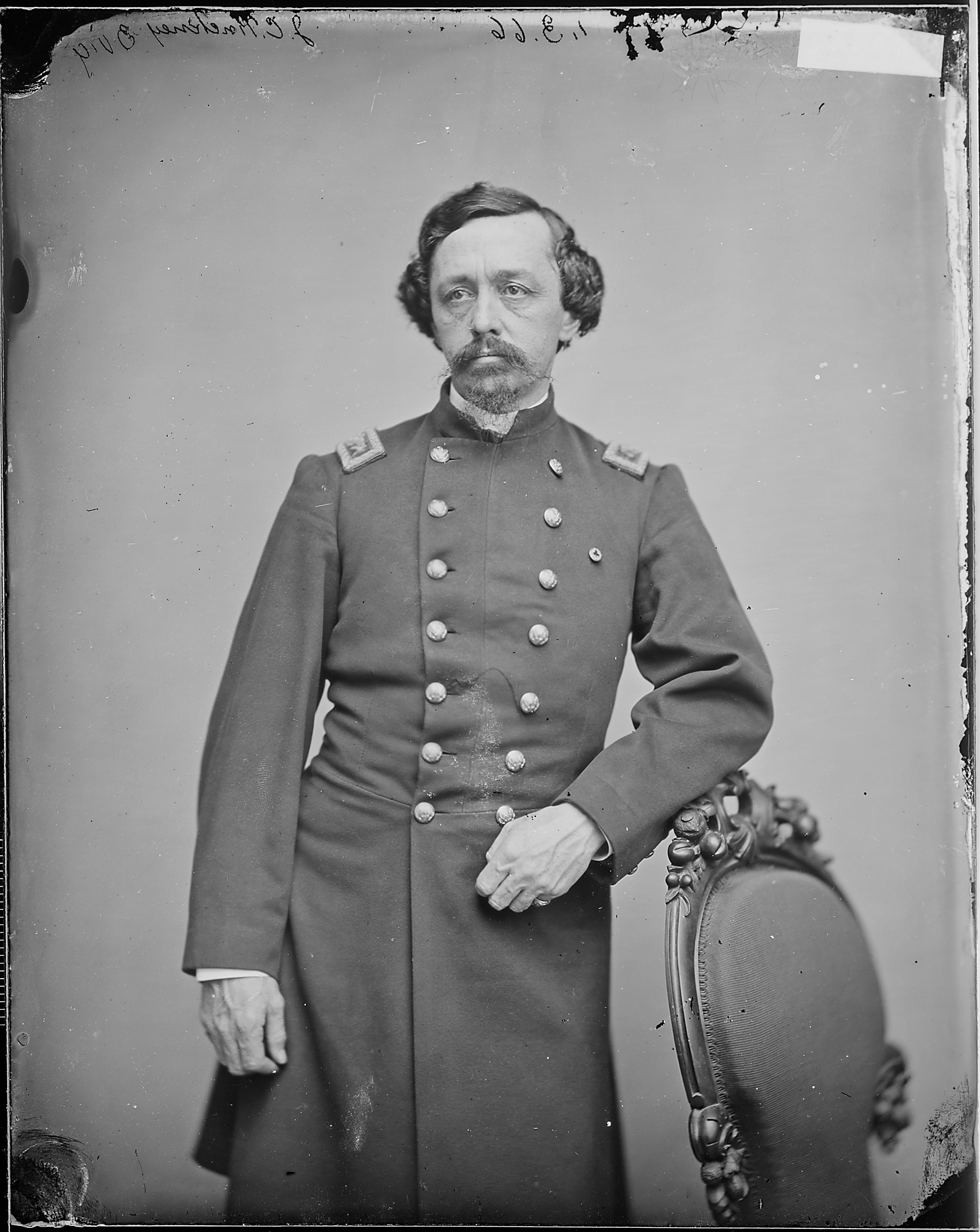
Полковник Джозеф Пинкни

16 ноября 1861 года полк покинул Нью-Йорк, прибыл в Вашингтон и был включён в бригаду бригадного генерала Лоуренса Грэма (дивизия Бьюэлла), но уже в январе переведён в бригаду Уильяма Френча (дивизия Самнера). В составе этой бригады он в марте участвовал в наступлении на Манассас, после чего был отправлен на Вирджинский полуостров, где бригада Фрэнча стала 3-й бригадой дивизии Исраэля Ричардсона в составе II корпуса Потомакской армии. Полк успел принять участие в финальной фазе осады Йорктауна, после чего армия начала наступление на Ричмонд и бригада Фрэнча участвовала в сражении при Севен-Пайнс. В этом сражении полк потерял 2 человека убитыми и 5 ранеными.
Бригада так же сражалась при Оак-Гроув, при Гейнс-Милл, при Саваж-Стейшен, при Глендейле, а затем была арьергардом армии во время отступления к Малверн-Хилл. После сражения при Малверн-Хилл дивизия Ричардсона была переброшена на север, в Сентервии и в сентябре участвовала в Мерилендской кампании. За всю Семидневную битву полк потерял 4 человека убитыми, 8 ранеными и 33 пропавшими без вести.
20 июля бригада Уильяма Фрэнча была передана полковнику Джону Бруку. 10 августа Фрэнч вернулся, но 6 сентября командование снова перешло к Бруку.
17 сентября полк под командованием капитана Уэйла участвовал в сражении при Энтитеме, где бригада Брука была резервом дивизии Ричардсона. Когда бригады Мигера и Колдуэлла смогли оттеснить противника от рубежа на дороге Санкен-Роуд, Ричардсон ввёл в бой бригаду Брука. «Мы наступали через холм, — писал в рапорте капитан Уэйл, — полностью на виду у противника. Здесь мы попали под убийственный огонь батареи справа. Удачным фланговым манёвром мы помогли отразить попытку противник обойти наш правый фланг. Затем пришёл приказ выбить противника с позиции левее кукурузного поля. Здесь началась самая ужасающая фаза сражения. Люди падали быстро и часто, но не отступали. Батальон шёл вперёд и решительно отбросил противника, который отступил беспорядочной массой, усыпав поле убитыми и ранеными».
При Энтитеме полк потерял 11 человек убитыми, 90 ранеными и одного пропавшим без вести.
После сражения полк простоял некоторое время в Харперс-Ферри, 6 октября бригаду Брука передали Самуэлю Зуку, а в ноябре наступал на Фалмут (Фредериксбергская кампания). 3 декабря полковник Пинкни покинул полк, майор Моррис стал полковником, а капитан Питер Нельсон — майором.
Когда 13 декабря началось сражение при Фредериксберге, на штурм высот Мари была послана сначала дивизия Френча, а затем дивизия Хэнкока. Бригада Зука наступала в первой линии дивизии. Под Зуком была убита лошадь, но он остался во главе бригады и смог подвести её на 60 метров к позиция противника, продвинувшись дальше всех прочих бригад. В этом атаке его бригада потеряла 527 человек. 66-й Нью-Йоркский к началу сражения насчитывал 238 человек и потерял в бою 18 человек убитыми, 47 человек ранеными и 8 человек пропавшими без вести. Погибли подполковник Джеймс булл, капитан Уэйл и капитан Джон Додж.